# Titularbistum Risinium
Risinium (ital.: Risinio) ist ein Titularbistum der römisch-katholischen Kirche.
Es geht zurück auf ein früheres Bistum der gleichnamigen antiken Stadt in der römischen Provinz Dalmatia bzw. Dalmatia Superior. Der Bischofssitz war der Kirchenprovinz Doclea zugeordnet.
| Titularbischöfe von Risinium |                                                                   |                                                                               |                   |                    |
| Nr.                          | Name                                                              | Amt                                                                           | von               | bis                |
| 1                            | Ubald Langlois OMI                                                | Apostolischer Vikar von Grouard (Kanada)                                      | 30. März 1938     | 18. September 1953 |
| 2                            | Alphonse-Célestin-Basile Baud OFMCap                              | Apostolischer Vikar von Berbérati (Französisch-Äquatorialafrika)              | 10. April 1954    | 14. September 1955 |
| 3                            | Raúl Zambrano Camader                                             | Weihbischof in Popayán (Kolumbien)                                            | 29. Dezember 1956 | 26. April 1962     |
| 4                            | Charles Borromeo McLaughlin                                       | Weihbischof in Raleigh (USA)                                                  | 13. Januar 1964   | 2. Mai 1968        |
| 5                            | Paolo Botto Titularerzbischof pro hac vice                        | emeritierter Erzbischof von Cagliari (Italien)                                | 2. Mai 1969       | 3. Dezember 1970   |
| 6                            | Reginaldo Giuseppe Maria Addazi OP Titularerzbischof pro hac vice | emeritierter Erzbischof von Trani, Barletta, Nazareth und Bisceglie (Italien) | 3. Juli 1971      | 7. Februar 1975    |
| 7                            | Giovanni Pes                                                      | Weihbischof in Oristano (Italien)                                             | 25. April 1975    | 23. Mai 1979       |
| 8                            | Wladyslaw Ziólek                                                  | Weihbischof in Łódź (Volksrepublik Polen)                                     | 12. März 1980     | 24. Januar 1986    |
| 9                            | Abraham Escudero Montoya                                          | Weihbischof in Medellín (Kolumbien)                                           | 22. Mai 1986      | 30. April 1990     |
| 10                           | John Richard McNamara                                             | Weihbischof in Boston (USA)                                                   | 14. April 1992    | 16. April 2001     |
| 11                           | Gáspár Ladocsi                                                    | Weihbischof in Esztergom-Budapest (Ungarn)                                    | 28. November 2001 |                    |